# Ск'яві-ді-Абруццо
Ск'яві-ді-Абруццо (італ. Schiavi di Abruzzo) — муніципалітет в Італії, у регіоні Абруццо,  провінція К'єті.
Ск'яві-ді-Абруццо розташований на відстані близько 170 км на схід від Рима, 110 км на південний схід від Л'Аквіли, 65 км на південний схід від К'єті.
Населення — 884 особи (2014).

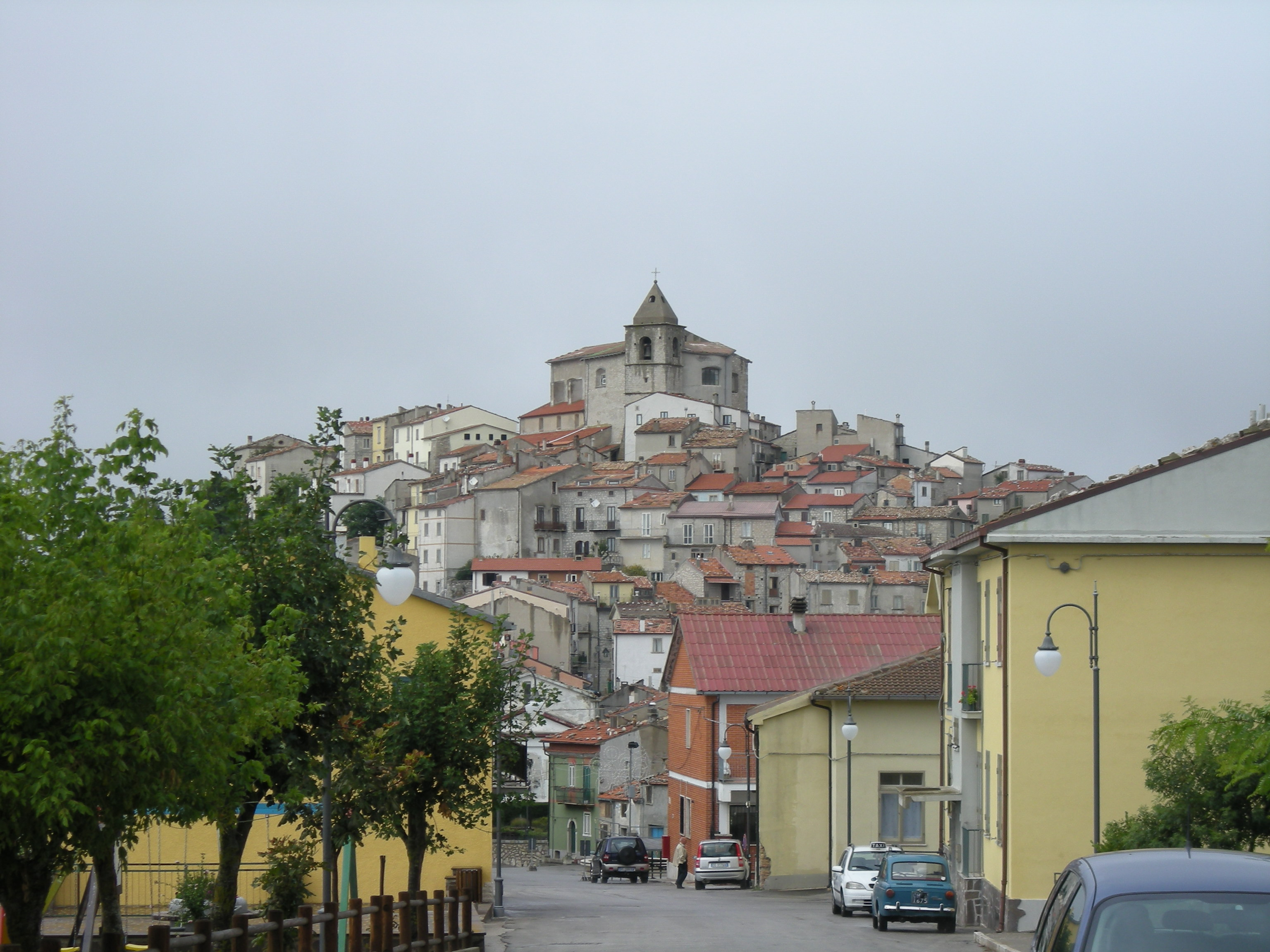

Щорічний фестиваль відбувається 22 вересня. 

## Демографія
Населення за роками:

Станом на 1 січня 2023 року в муніципалітеті офіційно проживало 46 іноземців з 16 країн, серед них 27 громадян країн Євросоюзу.

## Сусідні муніципалітети
- Аньоне
- Бельмонте-дель-Санніо
- Кастельгуїдоне
- Кастільйоне-Мессер-Марино
- Поджо-Санніта
- Сальчито
- Тривенто